# Psaphida viridescens
Psaphida viridescens är en fjärilsart som beskrevs av Walker 1865. Psaphida viridescens ingår i släktet Psaphida och familjen nattflyn. Inga underarter finns listade i Catalogue of Life.